# جون كورك
جون كورك (بالإنجليزية: John Crook)‏ هو سياسي أسترالي، ولد في 14 نوفمبر 1895، وتوفي في 4 يوليو 1970. حزبياً، نشط في حزب العمال الأسترالي. وقد انتخب عضو الجمعية التشريعية نيو ساوث ويلز.